# Une vendetta
Une vendetta is een kort verhaal van Guy de Maupassant uit 1883. 

## Verhaal
In Bonifacio, Corsica, leeft er een weduwe Saverini met haar enige zoon Antoine en haar hond Sémillante. Op een dag wordt Antoine na een ruzie met buurman Nicolas Ravolati door hem doodgestoken. Om uit handen van het gerecht te blijven, vlucht de moordenaar naar het Italiaanse eiland Sardinië. Weduwe Saverini is al oud en heeft geen mannelijke nakomelingen die haar zoons dood kunnen wreken. Ze heeft alleen nog haar hond en moet voor vergelding dus een andere manier vinden. Ze maakt een vogelverschrikker en hangt bloedworst om zijn nek. Regelmatig hongert ze de hond uit voordat ze toestemming geeft om de vogelverschrikker aan te vallen en zijn gezicht te verslinden. Als beloning krijgt het dier een stuk gegrilde bloedworst. Als de hond na drie maanden zo geconditioneerd is dat hij de pop zelfs zonder worst aanvalt, verkleedt de weduwe zich als man en trekt naar Sardinië om de gevluchte moordenaar van haar zoon terug te vinden. De volgende dag wordt de oude man met doorgebeten keel gevonden. De politie concludeert dat de man door straathonden is aangevallen.